# Miss International 1990
Miss International 1990, trentesima edizione di Miss International, si è tenuta presso Osaka, in Giappone, il 16 settembre 1990. La spagnola Silvia de Esteban è stata incoronata Miss International 1990.

## Risultati

### Piazzamenti
| Risultato finale        | Concorrente |
| ----------------------- | --- |
| Miss International 1990 | - Spagna - Silvia de Esteban Niubo |
| 2ª classificata         | - Cecoslovacchia - Ingrid Ondrovichova |
| 3ª classificata         | - Hawaii - Nadine Atangan Tanega |
| Semifinaliste           | - Argentina - Vanessa Mirna Razzore Oyola - Belgio - Katia Alens - Bolivia - Gisselle Greminger - Finlandia - Ursula Ylima Enpaa - Giappone - Hiroko Ohnishi - Israele - Ravit Lichtenberg - Norvegia - Hanne Thorsdalen - Polonia - Ewa Maria Szymczak - Stati Uniti - Shawna Lea Bowman - Svezia - Monika Halina Andreasson - Unione Sovietica - Irine Vassilenko - Venezuela - Vanessa Cristina Holler Noel |

### Riconoscimenti speciali
| Riconoscimento        | Concorrente                                              |
| --------------------- | -------------------------------------------------------- |
| Miss Friendship       | - Isole Marianne Settentrionali - Edwina Taitano Menzies |
| Miss Photogenic       | - Unione Sovietica - Irine Vassilenko                    |
| Miss National Costume | - Bolivia - Gisselle Greminger                           |

## Concorrenti
- Argentina - Vanessa Mirna Razzore Oyola
- Australia - Anna Stokes
- Austria - Sandra Luttenburger
- Belgio - Katia Alens
- Bolivia - Giselle Greminger
- Brasile - Ivana Carla Hubsch
- Canada - Lee Ann Bruce
- Cecoslovacchia - Ingrid Ondrovicova
- Colombia - Elsa Victoria Rivera Botero
- Corea del Sud - Shin Soh-young
- Costa Rica - Andrea Murillo Fallas
- Danimarca - Pernille Wiered
- Filippine - Jennifer "Jenny" Perez Pingree
- Finlandia - Anu Yli-Mäenpää
- Francia - Céline Marteau
- Germania - Ilka Endres
- Giappone - Hiroko Ohnishi
- Grecia - Irini Stefanou
- Guam - Cassandra Lynn Calvo
- Guatemala - Marianella Amelia Abate
- Hawaii - Nadine Atangan Tanega
- Honduras - Claudia Mercedes Caballero
- Hong Kong - Helen Yung Hang-Lan
- Irlanda - Veronika Mary Moore
- Islanda - Thordis Steinunn Steinsdóttir
- Isole Marianne Settentrionali - Edwina Taitano Menzies
- Israele - Ravit Lichtenberg
- Italia - Silvia Paci
- Lussemburgo - Bea Jarzynska
- Messico - Elizabeth Cavazos Leal
- Nigeria - Regina Imaobong Askia Usoro
- Norvegia - Hanne Thorsdalen
- Nuova Zelanda - Tania Elizabeth Marsh
- Paesi Bassi - Esther Wilhelmina Johanna den Otter
- Panama - Angela Patricia Vergara
- Polonia - Ewa Maria Szymczak
- Porto Rico - Ana Rosa Brito Suárez
- Portogallo - Maria José dos Santos Cardoso
- Regno Unito - Jane Lloyd
- Rep. Dominicana - Vivian Aelin Calderón
- Singapore - Genni Wan Wong Yi
- Spagna - Silvia de Estaban Niubó
- Sri Lanka - Desana Danika Dedigam
- Stati Uniti - Shawna Lea Bowman
- Svezia - Monika Halina Andersson
- Svizzera - Rosemarie Roswitha Naef
- Thailandia - LaksameeTienkantade
- Turchia - Aylin Fatma Aydin
- Unione Sovietica - Irina Vassilenko
- Venezuela - Vanessa Cristina Holler Noel